# Saxifraga dinninaris
Saxifraga dinninaris är en stenbräckeväxtart som beskrevs av Holubec. Saxifraga dinninaris ingår i Bräckesläktet som ingår i familjen stenbräckeväxter. Inga underarter finns listade i Catalogue of Life.